# Шарден, Жан
Жан Шарде́н (фр. Jean Chardin; 16 ноября 1643 года, Париж — 26 января 1713 года, Лондон) — французский путешественник.

## Биография
Сын ювелира, Шарден отправился в 1665 году в Азию для покупки бриллиантов. Он добирался через Константинополь, Кафу, Азов. Он быстро научился говорить по-персидски и долго жил в Исфахани, изучая положение Персии (ныне Иран), её управление, военное дело, нравы, памятники. Рисовальщик Грело, которого он привёз с собой, воспроизводил костюмы, памятники, развалины Персеполя, дважды посещённые Шарденом.
В 1670 г. Шарден вернулся во Францию с богатыми коллекциями. Результатом его путешествия явилась книга «Коронование Сулеймана III, короля Персии, и самое памятное за два первых года его правления» (Le Couronnement de Soléiman III, roi de Perse, et ce qui s’est passé de plus mémorable dans les deux premières années de son règne, 1671).
Изготовив разные драгоценные вещи, заказанные ему персидским шахом, Шарден снова отправился в путь и в сентябре 1672 г. высадился в Мегрелии (историческая область в Западной Грузии). Там Шарден выдавал себя за миссионера. После разных приключений (причём он едва не лишился своего драгоценного багажа) Шарден добрался наконец до Тифлиса (ныне Тбилиси), где был уже в большей безопасности, так как царь Грузии считался вассалом персидского шаха. В июне 1672 г. он достиг Исфахани.
Пробыв ещё четыре года в Персии, он отправился в Индию и вернулся в Европу, обогнув мыс Доброй Надежды. Он обладал тогда значительным состоянием. Видя, что во Франции ему не удастся занять соответствующего положения — он был протестантом, — Шарден удалился в Англию.
В 1683 г. Шарден ездил в Голландию, как полномочный министр английского короля и агент индийской компании. Остаток жизни он провёл в Англии и составил описание своих путешествий.

## Издания и труды[4]
- «Le Couronnement de Soléiman III, roi de Perse, et ce qui s’est passé de plus mémorable dans les deux premières années de son règne» (1671)
- Первый том, содержащий описание путешествия из Парижа в Исфахан, появился в Лондоне в 1686 г., но всё сочинение было издано лишь в 1711 г., в Амстердаме, под заглавием: «Дневник путешествия кавалера Шардена в Персию и Восточную Индию через Чёрное море и Колхиду» (Journal du voyage du chevalier Chardin en Perse et aux Indes orientales par la mer Noire et par la Colchide), с рисунками Грело. Это сочинение принесло Шардену заслуженную славу. Оно представляет ценный источник для изучения Персии и восточных монархий. У Шардена можно найти точное и правдивое описание не только нравов, костюмов и памятников, но и всего, что касается управления государством. Монтескьё, Руссо, Гиббон многое у него заимствовали и удивлялись его наблюдательности. «Journal du voyage» был много раз переиздаваем и переведён на разные европейские языки. Лучшее издание в 10 т., с примечаниями Ланглеса (Louis-Mathieu Langlès) и атласом рисунков, вышло в 1811 г.
- Шарден трудился также над составлением персидской географии и истории и над примечаниями к Священному Писанию, где он хотел осветить некоторые тёмные места при помощи своего знакомства с нравами и жизнью Востока. Эти работы остались не доведёнными до конца и неизданными.

Помимо собственно персидских заметок Шарден также описал страны, лежавшие на его пути, Крым, Северное Причерноморье, Мингрелию и Грузию. С. Дьяконенко в 1873 году напечатал обзор этих сведений, касающихся земель позднее вошедших в состав Российской империи, упоминаний русско-персидских отношений, событий в Азии и на Кавказе.

## Память
Одна из улиц старой части Тбилиси, столицы Грузии, названа в честь Жана Шардена — улица Шардени.